# Бао Лонг
Бао Лонг (вьетн. Bao Long, 阮福保隆; 4 января 1936, Хюэ — 28 июля 2007, Санс) — вьетнамский принц из династии Нгуен, старший сын императора Бао-дай-де, наследный принц с 7 марта 1939 года по 25 августа 1945 года и глава династии Нгуен с 31 июля 1997 года по 28 июля 2007 года.

## Биография
Бао Лонг родился 4 января 1936 года в семье императора Бао-дай-де и его главной жены императрицы Нам Фыонг, став старшим среди пятерых детей у супругов и старшим среди всех детей императора. 
7 марта 1939 года был провозглашён наследником престола. После свержения монархии в результате августовской революции 1945 года во Вьетнаме, принц с матерью и сёстрами уехал во Францию, где принц перешёл в католичество. Получил начальное и высшее образование в области права и политологии во Франции.
В течение десяти лет Бао Лонг служил во Французском Иностранном легионе, в составе которого участвовал в Алжирской войне, заработав Военный крест за проявленную в бою храбрость, а также был награжден несколькими медалями иностранных государств.
Закончив военную службу, работал в области инвестиций.
31 июля 1997 года Бао Лонг после смерти отца стал главой династии Нгуен.
Умер 28 июля 2007 года на 72-м году жизни в Центральном госпитале имени Гастона Рамона в городе Санс.